# Alfred Gruenther

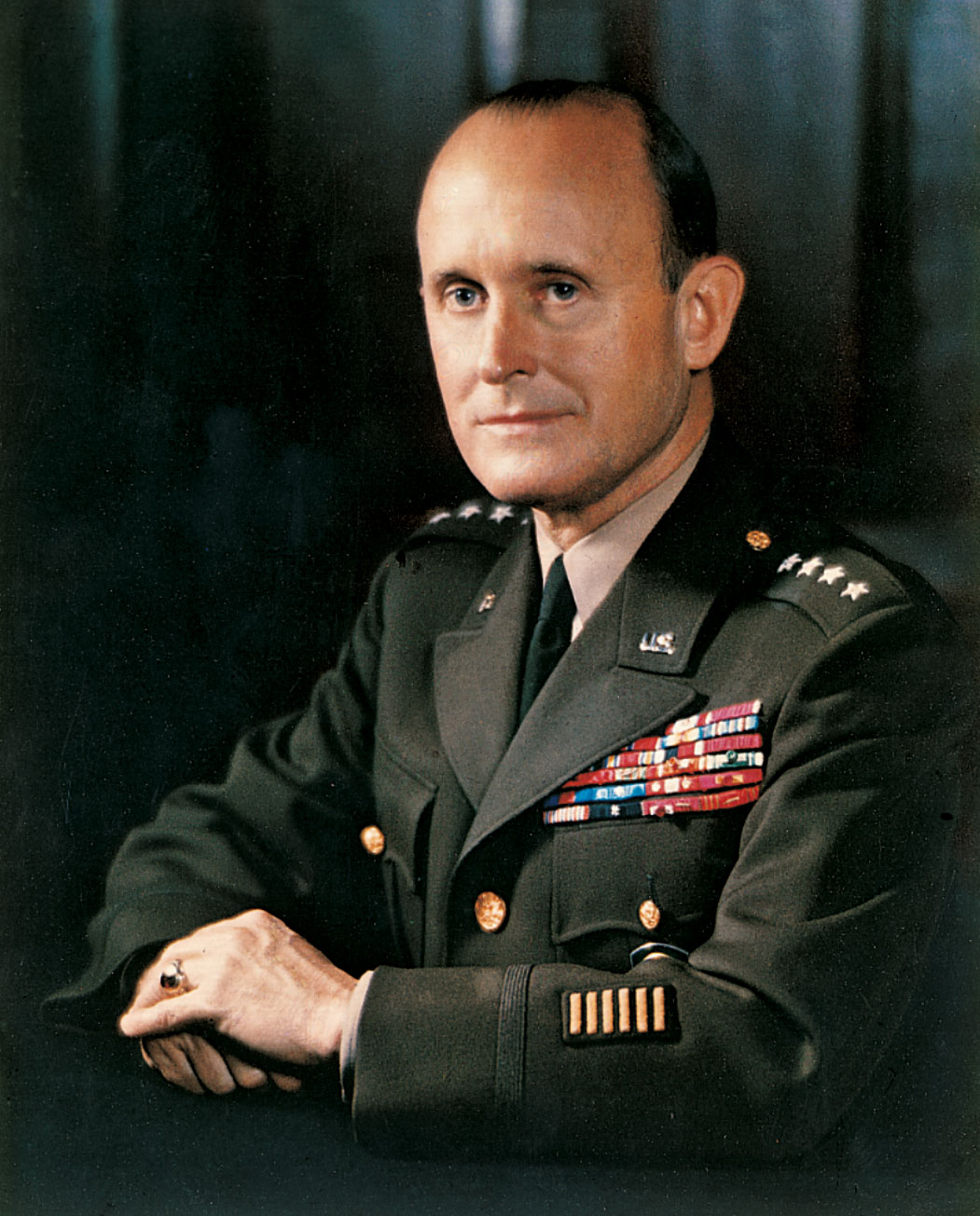
Alfred Gruenther
(um 1950)

Alfred Maximilian Gruenther (* 3. März 1899 in Platte Center, Nebraska; † 30. Mai 1983 in Washington, D.C.) war ein General der US Army, dritter Supreme Allied Commander Europe der NATO und Kommandeur des US European Command von 1953 bis 1956.

## Leben
Gruenther besuchte die Saint Thomas Academy in Mendota Heights, Minnesota und graduierte 1917 als Vierter seiner Klasse an der US Military Academy in West Point.
Zwischen 1941 und 1953 diente Gruenther als Stabschef der 3. US-Armee, der 5. US-Armee, der 15. US-Armee, sowie im Supreme Headquarters Allied Powers Europe (SHAPE). Als Schützling von General Dwight D. Eisenhower war Gruenther während des Zweiten Weltkrieges als Chefplaner der Alliierten Invasion von Nordafrika (Operation Torch) im Jahre 1942 eingesetzt. Danach war er wiederum an den Planungen zur Invasion Italiens 1943 beteiligt.
Nach dem Zweiten Weltkrieg wurde Gruenther 1945 stellvertretender Kommandierender General der US-Truppen in Österreich. Am 11. Juli 1953 übernahm er dann das Kommando NATO-Oberkommando Europa als dritter Supreme Allied Commander Europe und zugleich auch die in Europa stationierten US-Truppen als Kommandeur des US European Command. Nach drei Jahren, am 20. November 1956, übergab Gruenther das Kommando an Lauris Norstad und ging in den Ruhestand.
Dieser Ruhestand bedeutete aber nur seine Pensionierung vom Militär, denn 1957 wurde er zum Präsidenten des Amerikanischen Roten Kreuzes bestimmt. Diese Position hatte er bis 1964 inne.
Alfred Maximilian Gruenther ist mit seiner Frau Grace E. Gruenther (23. November 1897 – 18. Mai 1979) auf dem Nationalfriedhof Arlington begraben.

## Ehrungen
- Army Distinguished Service Medal (4 x)
- Großkreuz des Verdienstordens der Bundesrepublik Deutschland (1956)
- Großkreuz des Verdienstordens der Italienischen Republik